# Jean-Antoine Alavoine
Pour les articles homonymes, voir Alavoine.

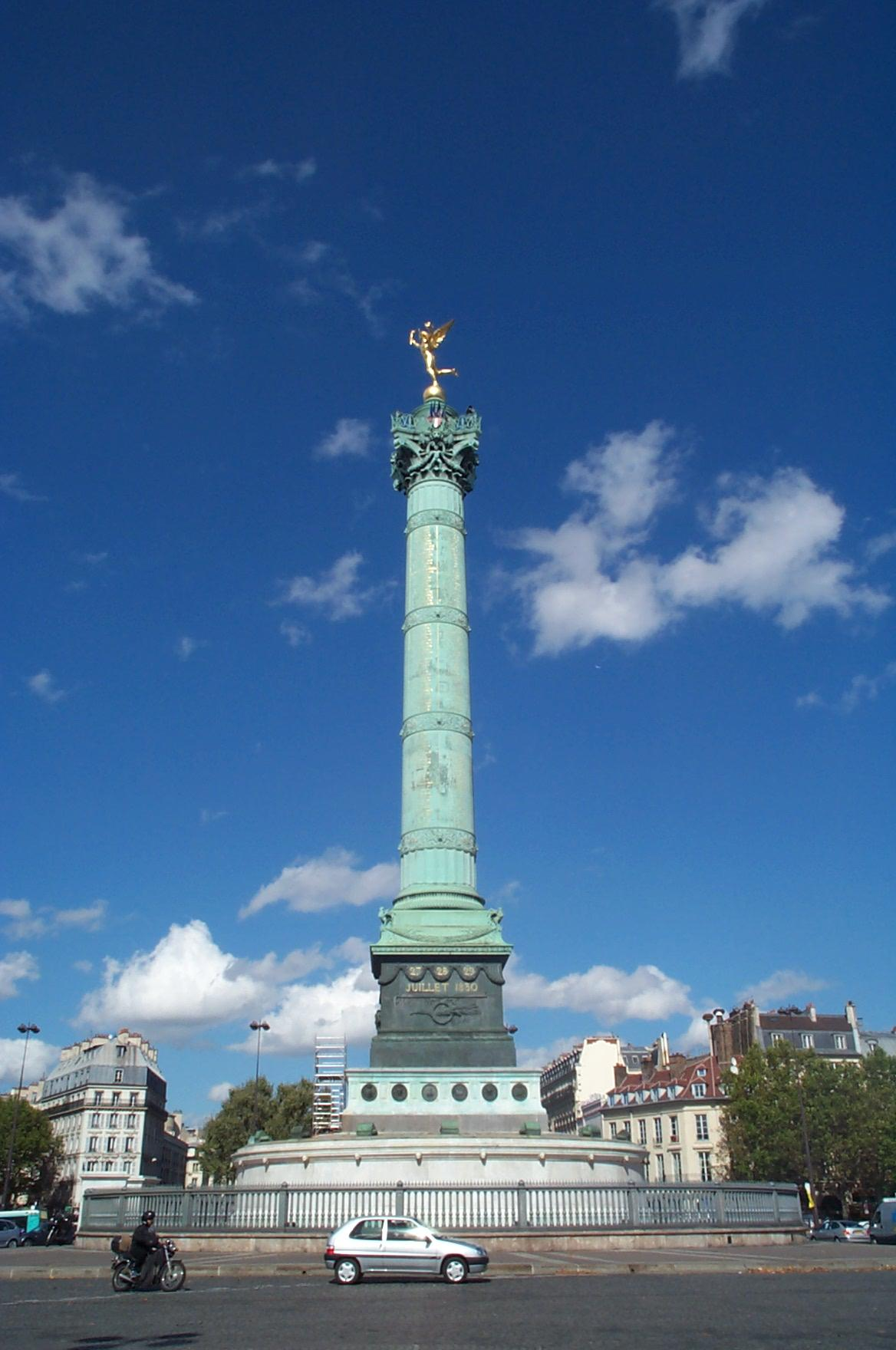
La colonne de Juillet.

Jean-Antoine Alavoine est un architecte français, né à Paris le 4 janvier 1778 et mort dans la même ville le 15 novembre 1834.

## Biographie

### Formation et carrière
Fils d'un sculpteur, il commence sa formation auprès de son père. Il entre en 1793 à l'école des Beaux-Arts, où il est l'élève de Jean-Thomas Thibault. Il effectue son service militaire entre 1798 et 1801 et participe à la campagne d'Italie. Après quoi, il retourne à l'école des Beaux-Arts et poursuit son apprentissage auprès de Jean-Nicolas-Louis Durand. Il fut quatre fois logiste au Prix de Rome.
Au début de sa carrière, en 1807, il travaille au Théâtre des Variétés en compagnie de Jacques Cellerier puis aux Bains Montesquieu, rue Montesquieu. En 1811, il est nommé architecte du gouvernement et architecte de la ville de Paris en 1833. Il est nommé chevalier de la Légion d'honneur en 1825.

### Projets pour la place de la Bastille
Vers 1812, Alavoine succéda à Jacques Cellerier sur le chantier de la fontaine de l'éléphant de la Bastille. Sur ordre de Napoléon, Alavoine avait dessiné, en collaboration avec le sculpteur Bridan, une fontaine dotée d'une colossale statue en bronze d'éléphant. Placée sur un socle et surmontée d'un tour, elle aurait contenu un escalier au moyen duquel chaque visiteur aurait pu admirer la vue depuis l'houdah (la nacelle). Un modèle du monument fut construit en plâtre, un matériau modérément résistant aux intempéries. Il ne dura que jusqu'en 1846 avant d'être démoli. Mais il est resté célèbre car il est le refuge de Gavroche dans 'Les Misérables de Victor Hugo.
En 1831, la construction de la fontaine de l'éléphant, remise en question depuis la Restauration, avait en effet été abandonnée au profit de la colonne de Juillet, un monument commémoratif dont les fondations devaient contenir les cendres des victimes de la révolution de 1830. Cette colonne, d'une dimension volontairement plus importante que celle de la place Vendôme, a un chapiteau dont l'ordre est d'inspiration corinthienne, avec des volutes surdimensionnées aux angles. Mort en 1834, Alavoine n'en verra pas l'achèvement, confié dès lors à Joseph-Louis Duc. La colonne sera terminée et inaugurée en 1840.

### Rôle pionnier dans l'architecture métallique
Sous le Premier Empire, Alavoine conçoit des bâtiments pour des particuliers. Il dessine ainsi une serre chaude pour le jardin botanique de M. Boursault à Yerres près de Brunoy ainsi qu'un pont pour M. Hypolitte dans le parc de Cassan.
Au premier stade du renouveau du style gothique en France, il produisit un projet pour la flèche de la cathédrale de Rouen en 1823, directement inspirée de celle de la cathédrale de Salisbury, mais entièrement construite en fonte et reposant sur un socle en acier. Il avait déjà eu recours à la fonte en 1817, lors de la restauration de la cathédrale de Sées.
Cette flèche en fonte remplace la flèche en bois détruite par un incendie le 5 septembre 1822. L'usage d'un matériau contemporain dans la restauration fit débat, et subit les attaques de Quatremère de Quincy, qui empêcha Alavoine de rentrer à l'Institut. Plusieurs fois stoppé, le chantier ne fut achevé qu'en 1876 avec son couronnement en novembre de cette même année. Sur proposition de Barthélémy, qui mena le chantier à son terme, quatre clochetons, réalisés par Ferdinand Marrou, furent adjoints à la flèche entre 1880 et 1884.

### Réalisations et projets

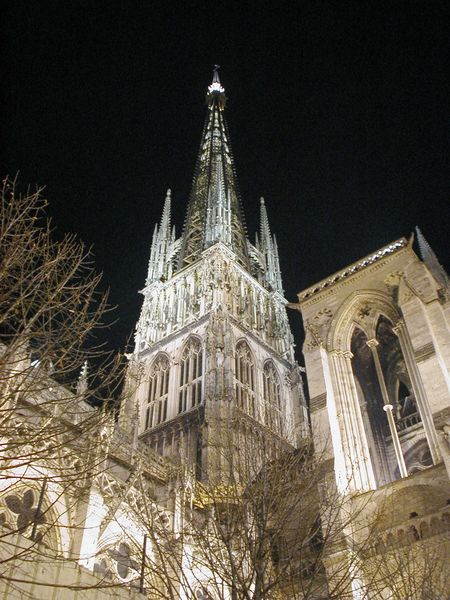
Flèche de la cathédrale de Rouen.

- 1817 : restauration de la cathédrale de Sées (Orne)

À Paris :
- 1812 - 1814 : l'éléphant de la place de la Bastille (projet non réalisé) ;
- 1822 : piédestal la statue équestre de la place des Victoires ;
- 1833 - 1834 : la colonne de Juillet ;

À Rouen :
- 1822 - 1876 : la flèche de la cathédrale Notre-Dame de Rouen (achèvement posthume).

## Distinctions
- Chevalier de la Légion d'honneur (1825)